# Obrimona tennenti
Obrimona tennenti är en spindelart som först beskrevs av Simon 1894.  Obrimona tennenti ingår i släktet Obrimona och familjen täckvävarspindlar.
Artens utbredningsområde är Sri Lanka. Inga underarter finns listade i Catalogue of Life.